# 오르치 엠마
오르치 엠마 여남작(헝가리어: báró orci Orczy Emma, 1865년 9월 23일 ~ 1947년 11월 12일)은 헝가리 태생의 영국 소설가, 극작가이다. 의적 스칼렛 핌퍼넬 시리즈로 유명하다.